# Insulele Virgine

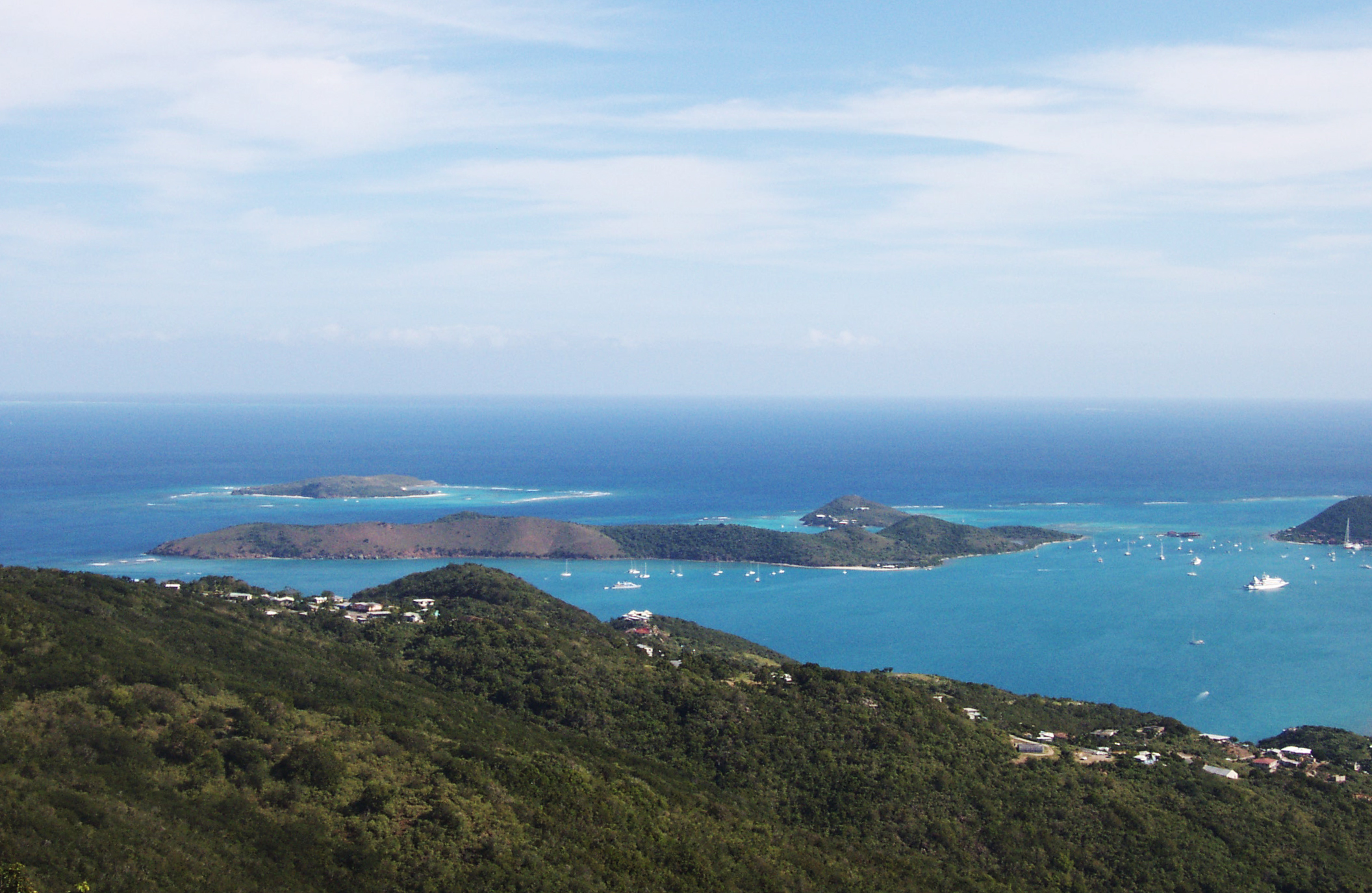
Panorama insulelor

Insulele Virgine reprezintă un arhipelag în Marea Caraibilor.
Insulele Virgine sunt împărțite între trei state: Insulele Virgine Americane (S.U.A.), Insulele Virgine Britanice (Regatul Unit) și Insulele Virgine Spaniole (Porto Rico). 
|  |  |  |
|  |  |  |

| Denumire                               | Stat suveran | Subdiviziuni   | Arie (km2) | Populație (est. 2005) | Densitate (loc./km2) | Capitală         |
| -------------------------------------- | ------------ | -------------- | ---------- | --------------------- | -------------------- | ---------------- |
| Insulele Virgine Britanice             | Regatul Unit | Departamente   | 153        | 31.758                | 207,6                | Road Town        |
| Insulele Virgine Spaniole (Porto Rico) | S.U.A.       | Municipalități | 165,1      | 11.119                | 67,3                 | San Juan, P.R.   |
| Insulele Virgine Americane             | S.U.A.       | Departamente   | 346,4      | 104.901               | 302,8                | Charlotte Amalie |
| Total                                  |              |                | 664,5      | 147.778               | 222,4                |                  |